# Mods

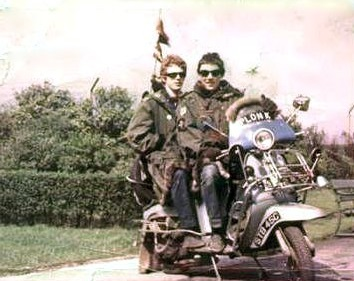
Dwaj modsi na skuterze, 1962

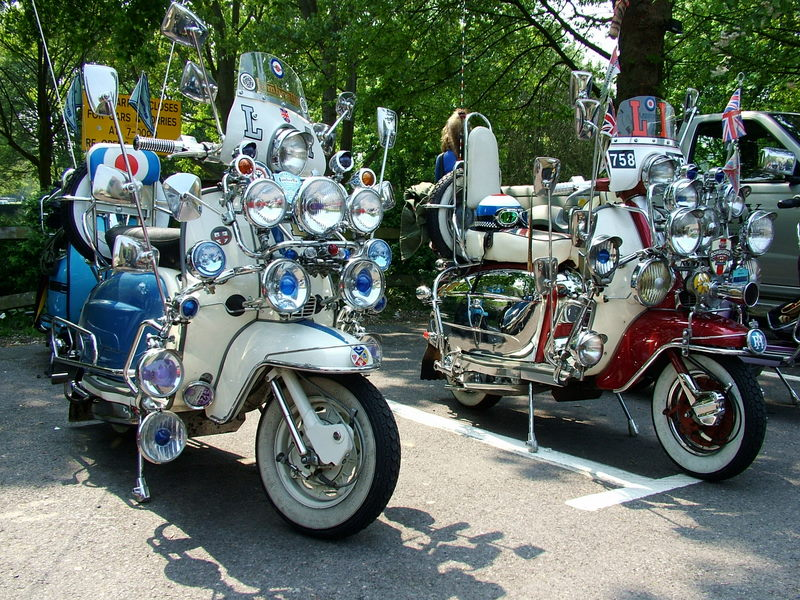
Skutery Lambretta w stylu modsów, zdjęcie współczesne (2007)

Mods – subkultura młodzieżowa powstała w Wielkiej Brytanii z końcem lat 50. XX wieku. Modsi wywodzili się głównie ze środowisk robotniczych, jednakże początki ruchu wywodzą się z londyńskiego Soho. Charakteryzowali się pedantycznym sposobem ubioru, nienawiścią do edukacji, zainteresowaniem najnowszymi trendami mody oraz muzyką eksperymentalną. Często nosili bujne włosy – bądź to ścięte na sposób "studencki", bądź też ułożone w ekstrawaganckie fryzury. Lubili szokować pełnym jaskrawych barw, krzykliwym i prowokującym wyglądem. Chętnie opowiadali się za hasłami związanymi z rewolucją seksualną.
Gusta muzyczne modsów oscylowały między rock and rollem, ska, rhythm and bluesem, modern jazzem, beatem, popem a hard rockiem. Modsi stworzyli ciekawą mieszankę nowoczesnych nurtów w muzyce i elementów muzyki starego pokolenia. Entuzjastycznie przyjmowali wytwory sztuki awangardowej.
Głównym zespołem kojarzonym z subkulturą mods jest The Who. Inne chętnie słuchane grupy i wykonawcy to: The Kinks, The Small Faces, Yardbirds, T. Rex, Marmalade, Julie Driscoll, Brian Auger and the Trinity, Shocking Blue, David Bowie & The Lower Third.
Modsi w latach 60. prowadzili regularne walki z rockersami (m.in. "druga bitwa pod Hastings", starcia w Brighton). Często kojarzy się ich również z ulicznymi rozbojami oraz tworzeniem gangów. Poruszali się głównie na skuterach (najczęściej na lambrettach i vespach) i nosili ubrania typowo angielskich marek jak Merc, Fred Perry, Ben Sherman oraz charakterystyczne zielone parki (wojskowe płaszcze z kapturami), do których najczęściej przyszywali naszywki z motywami brytyjskimi takimi jak Union Jack czy symbol RAF-u.
Uważa się, że subkultura modsów była prekursorska względem ruchu skinhead.
Filmem uznanym za kultowy dla subkultury mods jest Kwadrofonia Franca Roddama z 1979. Film opowiada o grupie przyjaciół utożsamiających się z kulturą mods i ich starciach z rockersami. Akcja toczy się w Londynie i Brighton w 1966 roku, na ścieżkę dźwiękową składają się utwory The Who, a jedną z ról zagrał Sting.